# Junost' Petra
Junost' Petra (Юность Петра) è un film del 1981 diretto da Sergej Gerasimov e basato sul libro Pëtr Pervyj di Aleksej Nikolaevič Tolstoj. Si tratta del primo di due film sulla vita dello zar Pietro il Grande.

## Sequel
Nel 1986 venne realizzato il seguito del film intitolato V nachale slavnykh del.